# Distretto di Zitouna
Il distretto di Zitouna è un distretto della Provincia di Skikda, in Algeria.

## Comuni
Il distretto di Zitouna comprende 2 comuni:
- Zitouna
- Kanoua